# Circulaire migratie

Totale permanente en tijdelijke netto migratiegraad per 1.000 inwoners.

Circulaire migratie of herhaalde migratie is de tijdelijke en meestal repetitieve verplaatsing van een migrantenwerknemer tussen het thuisgebied en het gastgebied, doorgaans met het oog op werkgelegenheid. Het vertegenwoordigt een gevestigd patroon van bevolkingsmobiliteit, zowel tussen landen als tussen platteland en stad. Er zijn verschillende voordelen verbonden aan dit migratiepatroon, waaronder winst in financieel kapitaal, menselijk kapitaal en sociaal kapitaal. Er zijn ook kosten verbonden aan circulaire migratie, zoals braindrain, slechte arbeidsomstandigheden, dwangarbeid en het onvermogen om verworven vaardigheden over te dragen aan de eigen economie. Sociaal gezien zijn er sterke verbanden met gender, gezondheidsuitkomsten, ontwikkeling, armoede en wereldwijd immigratiebeleid.

## Overzicht

### Definitie

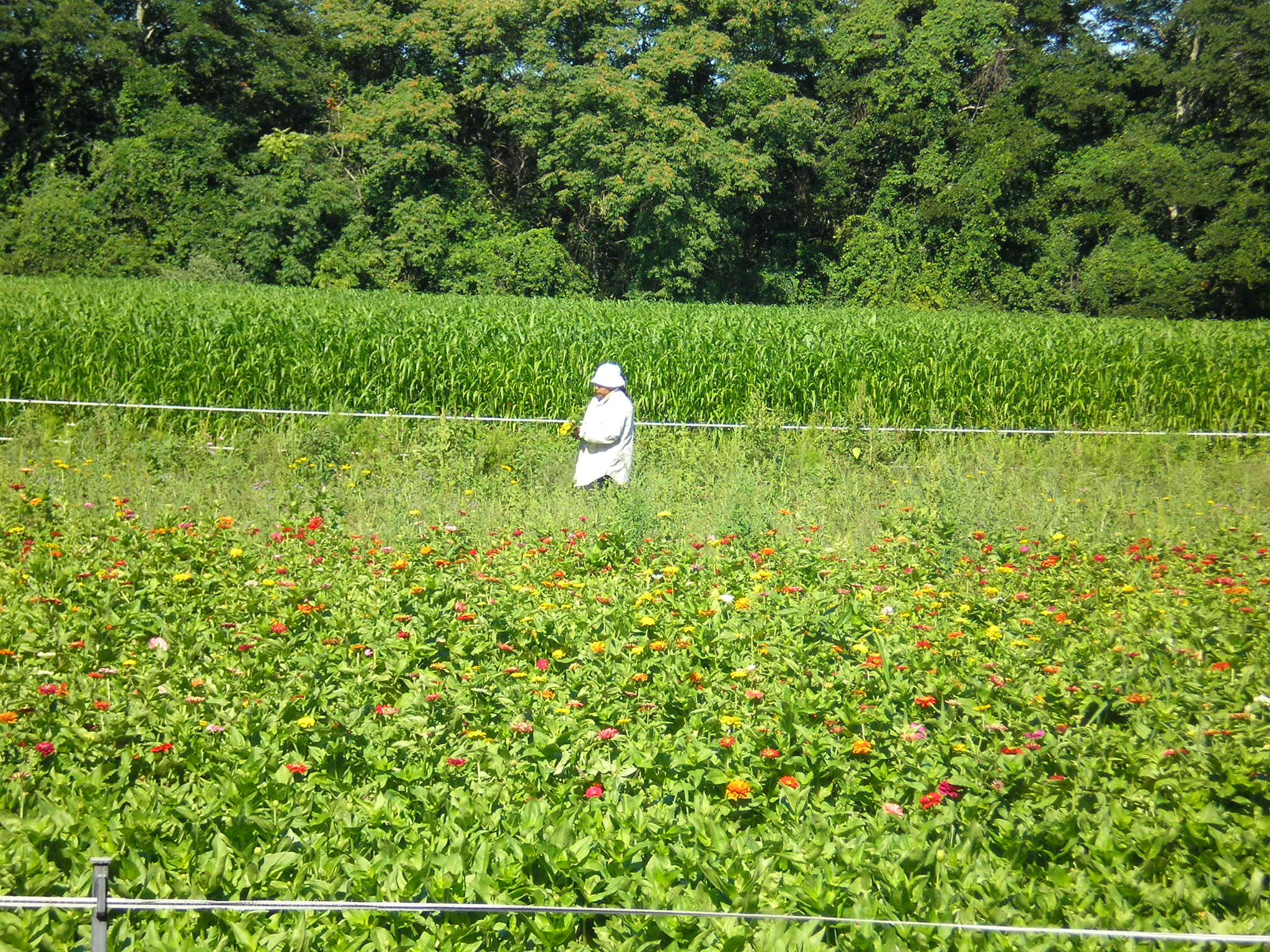
Migrantenwerknemer

De term "circulaire migratie" beschrijft de vloeiende beweging van mensen tussen gebieden, meestal met het oog op werkgelegenheid. De term zelf kwam voor het eerst in gebruik in de jaren 1960 en 1970, meestal in verband met verstedelijking, ontwikkeling en interne migratie.
Er zijn zes criteria die migratie definiëren als circulair:
- Tijdelijk
- Vernieuwbaar
- Circulatoir
- Wettelijk
- Respect voor de rechten van de migranten
- Beheerd om de arbeidsmarkten voor zowel de landen van herkomst als de landen van bestemming te optimaliseren

Het huidige migratiebeleid houdt zelden rekening met circulaire migratie en richt zich in plaats daarvan voornamelijk op de dichotome concepten "permanent" en "tijdelijk". In tegenstelling tot tijdelijke migratie, stelt circulaire migratie de werknemer in staat om tegelijkertijd betrokken te zijn bij zowel het thuis- als het gastland. Bovendien omvat het typisch zowel terugkeer naar het land van herkomst als herhaalde verhuizingen naar het land van bestemming. In veel opzichten biedt verbinding met beide plaatsen een voordeel voor de migrantenwerknemer, omdat ze geen definitieve keuze hoeven te maken om in een van de twee te blijven. Dit maakt de maximalisatie van mogelijkheden mogelijk, een concept dat is gearticuleerd door Amartya Sen en Martha Nussbaum. Door te werken op een locatie met een hoog inkomen met betere verdiensten en uitgaven in landen met een laag inkomen, lage kosten, kan de migrantenwerknemer de beste mogelijkheden realiseren voor zowel zichzelf als hun gezin. Circulariteit maakt ook het behoud van tradities, burgerschap en familie mogelijk, een belangrijk onderdeel van menselijke mogelijkheden.
De circulaire migratiepatronen kunnen worden onderverdeeld in verschillende categorieën: seizoensmigratie, niet-seizoensgebonden laagbetaald werk en de beweging van professionals, academici en transnationale ondernemers. Hiervan is seizoensmigratie het meest bekend tussen landen met hoge en lage inkomens. Hoewel het meestal gerelateerd is aan de landbouwsector, kan het ook van toepassing zijn op andere industrieën die per seizoen variëren, zoals toerisme, landschapsarchitectuur en constructie.

### Determinanten
Werk is een belangrijke factor bij het bepalen van de duur en frequentie van de migratie. Het circulaire karakter stelt een migrantenwerknemer in staat om te profiteren van de kansen op werkgelegenheid in zowel de landen van herkomst als de landen van bestemming, zodra deze beschikbaar komen. De economie en de kansen op werk in de plaats van herkomst zijn vaak een belangrijke determinant van migratie. Bovendien wordt circulaire migratie beïnvloed door arbeidsmarktsegmentatie, omdat de werkende bevolking in veel landen met een hoog inkomen minder snel wordt ingezet in laagbetaalde banen met een lage status, waardoor deze posities in plaats daarvan worden overgelaten aan migranten. Werkgevers zoeken vaak naar de goedkoopste arbeidskrachten in gebieden met weinig verbinding met de potentiële bestemmingsmarkten, en deze uitbreidende arbeidsgrens verbindt langzaam de meest landelijke gebieden met stedelijke centra. Bovendien is de verscheidenheid aan beroepen op de internationale arbeidsmarkt toegenomen. In veel landen met een middeninkomen leveren migranten bijvoorbeeld veel van de arbeidskrachten in de landbouw, de bouw en de huishoudelijke dienstverlening.
Verschillende factoren kunnen bepalen in hoeverre circulaire migratie impact heeft op de terugkeer van de migrant. Ten eerste is de omvang van de terugkerende bevolking belangrijk, omdat grote aantallen migranten een kritische massa kunnen vormen die nodig is om echte verandering te bewerkstelligen. Ten tweede is de duur van de afwezigheid van de migranten van invloed, aangezien een te korte afwezigheid weinig verandering brengt en een te lange afwezigheid leidt tot problemen bij de heraanpassing. Ten derde is het belangrijk om rekening te houden met de sociale klasse, aangezien de elite een grotere impact kan hebben dan ongeschoolde arbeiders. Ten vierde kan de mate waarin de herkomst- en bestemmingsgebieden verschillen, een effect hebben, aangezien degenen die naar grootstedelijke gebieden migreren, een grotere impact zullen hebben bij terugkeer naar een stedelijk in plaats van een landelijk gebied. Ten slotte kan de kwantiteit en kwaliteit van de vaardigheden die de migrant in het buitenland verwerft, de impact van migratie bepalen.
Niet iedereen is in staat om transnationale levens te leiden. Degenen die een zekere verblijfsstatus hebben in zowel het thuis- als het gastland kunnen beter reizen tussen beide zonder zich zorgen te hoeven maken over hun juridische status. In termen van wie migreert, zijn circulaire migrantenwerknemers vaker mannelijk, hebben ze basisonderwijs en komen ze uit meer landelijke en minder ontwikkelde gebieden. Opleiding, geslacht, leeftijd en de redenen voor terugkeer van de eerste migratie beïnvloeden allemaal de keuze van de migratievorm. Bovendien zijn de circulaire migratiepercentages hoog onder de armen.

### Bevorderende factoren
Er zijn verschillende factoren die circulaire migratie bevorderen. Moderne vormen van transport en communicatie, toegenomen sociale netwerken en de groei van internationale bedrijven dragen allemaal bij aan het groeiende fenomeen. Vooruitgang in het transport heeft de tijd en het geld verminderd die nodig zijn om tussen locaties te reizen, waardoor het voor migranten gemakkelijker is om vaker naar huis terug te keren en in geval van nood. Nieuwe communicatiemethoden faciliteren nauwere banden met de huizen van de migranten dan voorheen. Grensoverschrijdende sociale netwerken zijn vooral belangrijk voor het succes van migranten. Via deze netwerken kunnen migranten elkaar helpen door informatie te verstrekken over waar ze naartoe moeten, de beste manier om een baan te krijgen, waar ze kunnen wonen, enz., waardoor ze veel van de kosten en toetredingsdrempels overwinnen. Bovendien kunnen werknemers via deze sociale netwerken op de hoogte blijven van families, economische activiteiten, politieke belangen en individuele culturen. Dit draagt ook bij aan de zichzelf in stand houdende aard van circulaire migratie. Bij elk terugkeerbezoek leren migranten meer over werk, huisvesting en het migratieproces zelf. Deze sociale relaties en ervaringen, "migratiespecifiek kapitaal" genoemd, verlagen het risico en de kosten van verhuizing en verbeteren de kansen op succes.

## Voordelen
Het concept van circulaire migratie is omschreven als een triple-win-scenario, dat voordelen biedt voor het gastland, het land van herkomst en de migranten zelf. Ontwikkelde landen staan migranten toe binnen te komen om arbeidstekorten op te vullen, maar met het begrip dat de vestiging niet permanent is, waardoor het zich onderscheidt van immigratie. Ontwikkelingslanden profiteren in de zin dat ze hun geschoolde migranten niet echt verliezen, omdat deze werknemers na een bepaalde tijd terugkeren om te blijven werken. De migranten zelf profiteren door de vaardigheden die ze in het buitenland leren, evenals hun stijging in lonen. De vorm van voordelen in dit triple-win-discours neemt vaak drie vormen aan: financieel kapitaal, menselijk kapitaal en sociaal kapitaal. Circulariteit is het meest gunstig wanneer migranten vrijwillig tussen locaties bewegen op zoek naar verschillende belangen, en wanneer migranten positieve ervaringen opdoen in het buitenland, waaronder financieel en educatief succes.

### Financieel kapitaal
Financieel kapitaal wordt meestal verdiend via remittances. Remittances zijn de transnationale uitwisseling van gelden die worden verdiend door migranten die in het buitenland werken. In de afgelopen jaren zijn ze een belangrijke wereldwijde economische resource geworden. In de jaren negentig verdubbelde de geschatte waarde van remittances tot meer dan 105 miljard dollar per jaar. De Verenigde Naties schatten dat het jaarlijkse bedrag ongeveer 232 miljard dollar bedraagt, maar de onofficiële stroom is onbekend; het is mogelijk dat meer dan de helft van de verdiende remittances elk jaar niet wordt geregistreerd. Remittances variëren in de kanalen die worden gebruikt om geld over te maken, het overgemaakte bedrag en de manier waarop het geld wordt geïnvesteerd, gespaard en geconsumeerd. Er zijn aanwijzingen dat circulaire migranten in staat zijn grotere remittances terug te sturen dan permanente migranten.

### Menselijk kapitaal
Menselijk kapitaal omvat voornamelijk de stroom van geschoolde arbeidskrachten. Gastlanden beschouwen de circulaire migratie van hooggeschoolde en opgeleide migranten als positief, terwijl laaggeschoolde arbeidskrachten vaak negatiever worden bekeken. Circulaire migratie maakt ook de internationale mobiliteit van arbeid mogelijk voor tekorten in specifieke sectoren in ontwikkelde landen met de overschotten in ontwikkelingslanden. De vaardigheden die werknemers in het buitenland verwerven, kunnen bij terugkeer ten goede komen aan het land van herkomst. Landen van herkomst proberen hun toegang tot de arbeidsmarkten van rijkere landen te vergroten in de hoop de werkloosheid te verminderen, de remittances te verhogen en de toegang tot geschoolde onderdanen die in het buitenland werken te behouden. De netwerken die deze geschoolde arbeidskrachten opzetten, kunnen het land van herkomst ten goede komen en bijdragen aan het sociaal kapitaal. Sociaal kapitaal omvat ook sociale remittances, niet-materiële entiteiten zoals ideeën en geleerde praktijken.
Hoewel het verlies van geschoolde arbeidskrachten een potentiële kost vertegenwoordigt voor landen van herkomst, kan het soms ook gunstig zijn. Als er bijvoorbeeld geen ruimte is in de economie van het thuisland om de geschoolde arbeidskrachten te gebruiken, is het beter voor de werknemers om te migreren en remittances terug te sturen. Wanneer deze remittances groter zijn dan wat de migrant in het thuisland zou hebben verdiend, is het ook gunstig. Een ander voorbeeld is wanneer de migranten terugkeren met nieuwe vaardigheden, kennis en capaciteiten. Ten slotte is de beweging van geschoolde arbeidskrachten gunstig voor het land van herkomst wanneer migranten sterke economische banden smeden tussen het thuis- en gastland.

## Nadelen

### Kennisvlucht

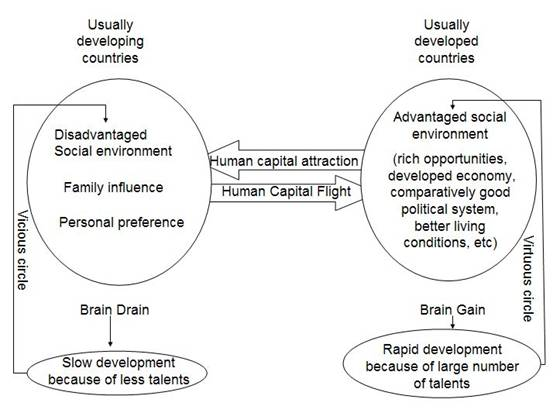
Diagram met het proces van kennisvlucht

Er zijn ook verschillende nadelen verbonden aan circulaire migratie. Een daarvan is kennisvlucht, waarbij een migrant die migreert vanwege vaardigheden of opleiding een verlies van menselijk kapitaal creëert in het land van herkomst. Deze hoogopgeleide werknemers zijn gewild in de meer ontwikkelde landen, waar in sommige gebieden de immigratiedrempels zijn verlaagd om zowel permanente als tijdelijke migratie mogelijk te maken. Tegelijkertijd zijn de barrières tegen ongeschoolde werknemers versterkt. De mogelijkheid om vaardigheden te gebruiken varieert ook en kan een kost vormen voor de migrant en de economie. Als de migranten ongeschoolde banen hadden tijdens het werken in het buitenland, zullen ze weinig ervaring hebben die bij terugkeer zal bijdragen aan de ontwikkeling van hun thuisland. Bovendien kunnen ze, zelfs als de werknemer nieuwe technische of industriële vaardigheden heeft geleerd, deze mogelijk niet gebruiken als hun land van herkomst niet de infrastructuur of het institutionele kader heeft om hen te ondersteunen. Circulaire migratie heeft ook een sociale impact op de families van migrerende werknemers. Als arbeidsmigranten kinderen hebben, kunnen deze minderjarigen tijdelijk in de steek worden gelaten terwijl hun ouders in het buitenland werken. Dit probleem is problematisch en sommige autoriteiten zijn begonnen met het formuleren van beleid om de situatie te volgen.

### Vrijheid
Een ander probleem om te overwegen is de vrijheid van de migranten. Sommige wetenschappers hebben zich afgevraagd of deze werknemers in een staat van "onvrijheid" terechtkomen. Rekrutering voor circulaire migratie kan valse beloften en misleiding inhouden, wat kan leiden tot dwangarbeid en schuldslavernij. Migranten hebben verschillende gradaties van controle over de keuze en omstandigheden van migratie, waardoor het onderscheid tussen vrijwillige en gedwongen migratie onduidelijk wordt. Eenmaal in hun bestemmingsland worden migranten soms geconfronteerd met mishandelende behandeling, ontoereikende voeding, slechte huisvesting en onvoldoende voedsel. Deze factoren zullen een werknemer waarschijnlijk niet terugbrengen naar dat gebied, waardoor circulaire migratie wordt ontmoedigd. Deze oneerlijke werving leidt tot de vraag of de migranten gemarginaliseerd zijn. Circulaire migranten zijn marginaal in het bestemmingsgebied in de zin dat hun echte thuis zich weer in hun thuisgebied bevindt en ze niet van plan zijn permanent in het gastgebied te wonen.

### Ongelijkheid
Circulaire migratie kan ook bestaande ongelijkheden bestendigen. De sociale klasse van een werknemer voorspelt het werk waarvoor hij of zij in aanmerking komt, en degenen die het meest succesvol zijn in hun thuisland, zijn het meest in staat om succesvol te blijven door de economische en sociale situatie van hun huishouden te verbeteren. Het optimistische "win-win-win"-discours kan vaak de vele kosten over het hoofd zien die gemoeid zijn met circulaire migratie, evenals de moeilijkheid die bestaat bij het implementeren van beleid dat specifiek is voor circulaire migratie.

### Genderkwesties
Gender speelt een belangrijke rol in circulaire migratie. In sommige landen, zoals Albanië, is de kans dat vrouwen migrant zijn significant kleiner, met name een circulaire migrant. Traditionele genderrollen schrijven vaak voor dat deze vrouwen de kinderopvang en het huishouden onderhouden, terwijl van mannen wordt verwacht dat ze de belangrijkste bron van inkomsten zijn. Dat gezegd hebbende, er is vooral een toename geweest van de betrokkenheid van vrouwen bij circulaire migratie, zoals door de toename van het aantal vrouwelijke internationale studenten en degenen die worden gerekruteerd voor hooggeschoolde uitvoerende en professionele banen. In veel gebieden bevinden vrouwen zich echter nog steeds aan de onderkant van de arbeidsmarkt. In Indonesië is er bijvoorbeeld een grote mate van arbeidsmarktsegmentatie, omdat vrouwen de neiging hebben om te werken in huishoudelijk werk, fabriekswerk. Ontwikkeling in delen van het Midden-Oosten en Azië heeft een vraag gecreëerd naar huishoudelijk personeel en er zijn instellingen ontwikkeld die deze werknemers rekruteren, opleiden, uitzenden en plaatsen. In landen als Indonesië neemt het aantal vrouwen dat als huishoudelijk personeel wil migreren exponentieel toe, ondanks culturele barrières en verhalen over uitbuiting, dus het aanbod is er om aan de vraag te voldoen.
Beleid en interventieprogramma's kunnen proberen de formele en informele bescherming voor de betrokken vrouwen te vergroten. Er zou ook nauwkeurigere informatie over de kosten en baten kunnen worden verstrekt aan potentiële vrouwelijke migrerende werknemers. Verder zouden vrouwen ook training kunnen krijgen die hen de nodige vaardigheden leert en hen tegelijkertijd in staat stelt om problemen die zich voordoen aan te pakken. Ten slotte zou effectieve en toegankelijke hulp beschikbaar kunnen worden gesteld in bestemmingsgebieden.

### Gezondheidskwesties
Circulaire migratie is ook verbonden met gezondheidskwesties over de hele wereld. Ten eerste werken veel circulaire migranten in situaties waarin ze vatbaarder zijn voor het oplopen van seksueel overdraagbare aandoeningen (soa's). Verschillende factoren lijken de perfecte storm te creëren voor de verspreiding van ziekten zoals hiv. Vaak zijn migranten jong, geïsoleerd, eenzaam en hebben ze contant geld, wat hen kan leiden tot seks en drugs. Bewijs ondersteunt het idee dat circulaire migranten ziek worden tijdens het werken in stedelijke gebieden en terugkeren naar huis om bij hun families te sterven. Naast hun persoonlijke verhoogde risico op het oplopen van en sterven aan soa's, lopen ze ook het risico de ziekten bij terugkeer naar hun thuisgemeenschappen te verspreiden. Circulaire migranten vormen een aanzienlijk deel van degenen die sterven aan hiv/tbc, en dat aantal blijft dramatisch toenemen.
Circulaire migratie is ook in verband gebracht met de huidige verspreiding van Severe Acute Respiratory Syndrome (SARS). Dit komt mede doordat migranten het moeilijk kunnen hebben om naar nieuwe omgevingen te verhuizen, omdat ze niet de weerstand van de inheemse bevolking tegen lokale ziekten en infecties hebben. Veel migranten lopen ook een groter risico om ziek te worden vanwege de marginale omstandigheden waarin ze leven. Zoals hierboven beschreven, is de meeste aandacht echter uitgegaan naar circulaire migranten als ziekteverspreiders. Contact met migrerende werknemers brengt hun partners op het platteland een groter risico op het verwerven van soa's. Vanwege de aard van hun werk zijn circulaire migranten vaak en lange tijd van huis weg, wat het evenwicht in hun gezins- en seksleven kan verstoren.

Naast de mogelijkheid dat alleenstaande werknemers partners in hun thuisgemeenschappen infecteren, lopen migrerende stellen ook een hoog risico op infectie. In veel gevallen was het eigenlijk de vrouwelijke partner die in de thuisgemeenschap verbleef die hiv-positief was. Er bestaan verschillende mogelijke beleidsinterventies. Ten eerste moeten werkgevers in het bestemmingsgebied meer gezinsvriendelijke huisvesting bieden in plaats van hostels voor hetzelfde geslacht. Ten tweede moet, om het meer fundamentele aspect van de kwestie aan te pakken, de ontwikkeling van het platteland worden aangemoedigd. Als de omstandigheden in de thuisgemeenschap zouden worden veranderd en verbeterd, zou er minder behoefte zijn aan de mannen om tijdelijk werk te zoeken in stedelijke gebieden.